# Moulin de Soulme
Le moulin de Soulme (en wallon : Molin d'Soûme) ou  moulin Hamoir est un ancien moulin à eau situé à Soulme dans la commune de Doische en province de Namur (Belgique). 
Le moulin à eau et les alentours sont classés comme monument depuis le 6 décembre 1976 et le 5 octobre 1995

## Localisation
Le moulin de Soulme est situé en contrebas et à l'est du village de Soulme, le long du chemin du Vieux Moulin. Il se trouve au bord d'un bief de l'Hermeton (rive droite). En aval du moulin, un pont en moellons de calcaire du XIXe siècle à deux hautes arches cintrées franchit la rivière.

## Historique
Le moulin existe au moins depuis le XVe siècle puisqu'il est rapporté qu'il fut détruit en 1466 lors du sac de Dinant, bonne ville de la principauté de Liège par les troupes du Charles le Téméraire, futur duc de Bourgogne. Le moulin est reconstruit au plus tard en 1501 comme moulin banal dépendant de l'abbaye de Florennes. Le moulin actuel date probablement de la fin du XVIIe siècle ou du début du XVIIIe siècle avant d'être réaménagé en 1797. La dernière restauration date de 1977 et est signée Lambert Lenoble d'Anhée.

## Description
Les eaux de l'Hermeton sont déviées par un barrage vers un bief construit par le meunier Willeval dans la deuxième moitié du XVIIe siècle. Elles passent en souterrain en dessous de la cour du moulin avant de repasser à l'air libre quelques mètres avant la première roue à aubes, la seule encore en place. Le moulin est un bâtiment de base en L en moellons de pierre calcaire sous une haute toiture en ardoises. Une imposante grange jouxte le moulin qui n'est plus en fonction mais une roue et la machinerie sont en bon état.

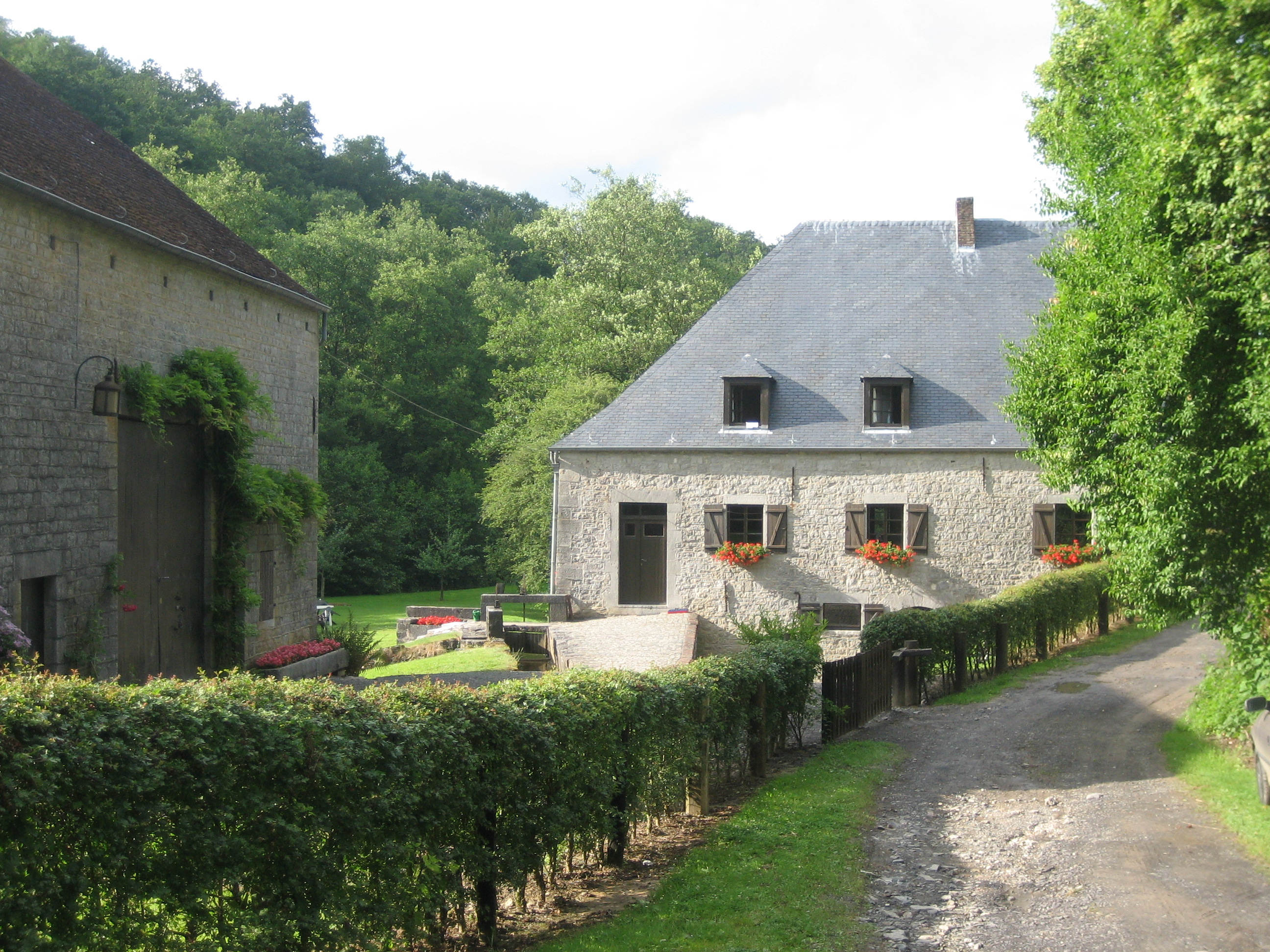

## Source et lien externe
- « Vieux moulin de Soulme - Monument classé »(Archive.org • Wikiwix • Archive.is • Google • Que faire ?), sur Le site de beauxvillages.be (consulté le 30 décembre 2020)